# Phyllis Krystal
Phyllis Krystal (* 11. Mai 1914 in London; † 10. Dezember 2016 in Guildford, England) war eine freischaffende Dozentin und Psychotherapeutin.
Die von ihr entwickelte Phyllis-Krystal-Methode wurde von ihr in mehreren Büchern vorgestellt und weiterentwickelt.

## Biografie
Phyllis Krystal wurde 1914 in London geboren, verbrachte aber den Großteil ihres Erwachsenenlebens in Los Angeles. Ihren  Universitätsabschluss erwarb sie am Bishop Otter College, dem Vorgänger der heutigen University of Chichester. Anschließend unterrichtete sie zunächst drei Jahre an weiterführenden Schulen. Sie heiratete den US-Amerikaner Sidney Krystal und zog zu ihm nach Los Angeles. Das Paar hatte zwei Töchter. Krystal war seit 1993 verwitwet. Um dem großen Interesse an ihrer Arbeit in Europa entgegenzukommen, zog sie 2004 nach München. Ab 2008 wohnte sie in der Schweiz in der Nähe von Zürich. Phyllis Krystal verstarb am 10. Dezember 2016 im Alter von 102 Jahren in Guildford (England).
Ihre in Englisch verfassten Bücher wurden ins Deutsche und in weitere Sprachen übersetzt.

## Die Phyllis-Krystal-Methode
Die „Phyllis-Krystal-Methode“ ist eine Methode der Psychohygiene, die sich an Menschen wendet, die selbstbestimmt etwas für sich tun wollen; der Therapeut übernimmt dabei die Rolle eines Facilitators. Viele Instrumente der Methode können selbstständig angewendet und bei Bedarf eingesetzt werden. Die Anwendung dieser Instrumente ist im Arbeitsbuch „Loslassen – Das Handbuch“  beschrieben. Die Instruktion durch einen Facilitator unterstützt beim Erlernen und Anwenden der Symbole. Insbesondere beim Arbeiten mit dem Verfahren „die inneren Fesseln sprengen“ wird eine Unterstützung durch einen ausgebildeten Facilitator ausdrücklich empfohlen.
Die „Phyllis-Krystal-Methode“ basiert auf einer der aktiven Imagination nach Carl Gustav Jung und dem Autogenen Training nach Johannes Heinrich Schultz verwandten Arbeit mit einfachen Symbolen, die auf spezifische Weise verwendet werden. Das Verfahren ähnelt dem Ablauf einer geführten Meditation. Bei der Anwendung der Symbole und Verfahren geht es darum, harmonisierende oder transformierende Impulse im Unbewussten zu aktivieren, um die persönliche Autonomie und Authentizität zu steigern. Nach Krystal gliedert sich das Unbewusste in zwei Bereiche. Der eine liegt gewissermaßen unterhalb des normalen Wachbewusstseins und enthält alle Erinnerungen und Erfahrungen, insbesondere auch alle angeborenen und erlernten bzw. erworbenen Verhaltensmuster. Der andere Teil des Unbewussten liegt bildlich gesprochen oberhalb des normalen Wachbewusstseins und wird unter anderem von der Transpersonalen Psychologie erforscht oder ist Gegenstand religiöser Spekulation.
Die Erforschung des oberen Teils des Unbewussten ist zudem Gegenstand einer Forderung von Viktor Frankl, der neben einer Tiefenpsychologie zur Erforschung des Unbewussten nach einer „Höhenpsychologie“ verlangt, welche die oberen Regionen des menschlichen Bewusstseins erforscht. Zu den Erfahrungen in diesem Bereich gehören das Sat-Chit-Ananda im Hinduismus sowie das Nirwana im Buddhismus. Eine eigentliche „Höhenpsychologie“ im Sinne von Frankl ist bisher nicht entwickelt worden. Daher fehlt eine wichtige Voraussetzung zur wissenschaftlichen Kritik der „Phyllis-Krystal-Methode“. Denn diese Methode wendet sich aktiv an diese obere Instanz des eigenen Selbst, die auch als „innerer Heiler“, „innerer Lehrer“ oder „höheres Selbst“ angesprochen wird. In der „Phyllis-Krystal-Methode“ hat diese Instanz den Namen HiC (als Kurzform für englisch: higher consciousness; deutsch: Höheres Bewusstsein) und wird auch als das wahre oder eigentliche Selbst umschrieben.
Die „Phyllis-Krystal-Methode“ versteht sich als eine pragmatische Methode und setzt daher bei Alltagsfragen und Alltagsproblemen an. Ein zentrales Anliegen der Methode ist das Bereitstellen eines zeitgemäßen Pubertätsrituals, mit dem aus der Kindheit weitergeführte innere Bindungen an Verhaltensmuster der Eltern (oder Erziehungsberechtigten) für das eigene Erleben als Erwachsener oder Adoleszierender neutralisiert werden können. Dieser Teil der Arbeit basiert auf der Einsicht, dass Menschen oft Verhaltensweisen auch als Erwachsene replizieren, die sie als Kind in Wechselwirkung mit den Eltern ausgebildet haben. Anders als Jungtiere, so betont Krystal, können Kinder von Menschen gegen die Muster ihrer Eltern auch opponieren und dadurch ebenfalls festgefahrene Verhaltensmuster entwickeln. Da die Eltern in der Regel für den Erwachsenen nicht mehr maßgebend sind, kann das Fortwirken der Muster zum Erleben einer Einschränkung führen, von der man sich – in einem nachträglichen oder zeitgerechten Pubertätsritual – befreien möchte. Diesem Anliegen dient in der „Phyllis-Krystal-Methode“ das Verfahren „die inneren Fesseln sprengen“. Die zentrale Stellung dieses Verfahrens, das nicht nur als Pubertätsritual, sondern auch nach Scheidungen oder Trennungen eingesetzt wird, führte zur Titelgebung des ersten und für die Darstellung der Methode grundlegenden Buches: „Die inneren Fesseln sprengen: Befreiung von falschen Sicherheiten“.

## Werke (Auswahl)
- Die inneren Fesseln sprengen: Befreiung von falschen Sicherheiten; Überarbeitete Auflage, Antwort 2021, Paperback: ISBN 978-3-948177-09-6, Hardcover: ISBN 978-3-948177-10-2, E-Book: ISBN 978-3-948177-97-3
- Frei von Angst und Ablehnung: Lösung aus kollektiven Bindungen; Überarbeitete Auflage, Antwort 2022, Paperback: ISBN 978-3-948177-14-0, Hardcover: ISBN 978-3-948177-15-7, E-Book: ISBN 978-3-948177-95-9
- Die Fesseln des Karmas sprengen; Überarbeitete Auflage, Antwort 2022, Paperback: ISBN 978-3-948177-16-4, Hardcover: ISBN 978-3-948177-17-1, E-Book: ISBN 978-3-948177-94-2
- Mini-Buch Nr. 1 – Basiswerkzeuge zur Erklärung der Phyllis Krystal Method, Phyllis Krystal Foundation 2013, ISBN 978-3-906188-11-9
- Arbeitsbuch, Phyllis Krystal Foundation 2013, ISBN 978-3-906188-01-0
- Die Liebesenergie freisetzen: Hören Sie auf Ihr Herz!; Berlin 2004, ISBN 978-3-548-74195-6

## Belege
1. ↑  siehe dazu auch: Thea Struchtemeier: Sich aus Fremdbestimmung oder Süchten befreien. In: Westdeutsche Allgemeine Zeitung (Lokalteil Bochum) vom 1. Juni 2010.

| Personendaten    | Personendaten                                        |
| ---------------- | ---------------------------------------------------- |
| NAME             | Krystal, Phyllis                                     |
| KURZBESCHREIBUNG | englische Psychotherapeutin, freischaffende Dozentin |
| GEBURTSDATUM     | 11. Mai 1914                                         |
| GEBURTSORT       | London                                               |
| STERBEDATUM      | 10. Dezember 2016                                    |
| STERBEORT        | Guildford, England                                   |